# 東京歯科保険医協会
東京歯科保険医協会（とうきょうしかほけんいきょうかい　英称：Tokyo Shika Hoken-i　kyokai）は、東京都で開業もしくは勤務している歯科保険医を会員とする任意団体。事務所は東京都新宿区高田馬場1-29-8 いちご高田馬場ビル（旧名称「新宿東豊ビル」）6Fに所在する。

## 概要
1973年4月、小林昌平、大多和彦二らにより設立。発足時の会員数は180名。会員数は6,016名（2024年3月31日現在）。発足時には「歯科医の経営と生活を改善したい」 「すべての患者に良い歯科医療をしたい」との2つの柱を中心に活動する事を基本とした。この2つの柱は後の協会の目的「本会は歯科保険医の経営・生活ならびに権利を守り、国民の歯科医療と健康の充実及び向上をはかる事を目的とする」（規約第2条）に引き継がれる。

## 沿革
- 1973年4月　東京歯科保険医協会設立。初代会長小林昌平氏。
- 1979年8月　事務所を高田馬場に設置。
- 1982年5月　第10回定期総会で大多和彦二氏を第2代会長に選出。
- 2003年6月　第31回定期総会で中川勝洋氏を第3代会長に選出。
- 2011年6月　第39回定期総会で松島良次氏を第4代会長に選出。（2025年6月時点で理事）
- 2017年6月　第45回定期総会で坪田有史氏を第5代会長に選出。（2025年6月時点で副会長）
- 2025年6月　第53回定期総会で早坂美都氏を第6代会長に選出。

## 機関紙
「東京歯科保険医新聞」を毎月1日に発行。設立総会前から「東京歯科保険医ニュース」を発行していたが、1980年1月号より「東京歯科保険医新聞」に改称。紙面もタブロイド判に変更した。現在では他に、会員へのファックスニュース「F-NEX」を送信している。

## 主な活動

### 政策委員会
歯科医療政策の分析し、厚生労働省をはじめ、各種行政機関に提言などを行う。その他に海外歯科医療視察、歯科医療機関の意識調査を行う。

### 運動本部
医療改善活動をはじめ、国会議員、東京都議会議員および区議会議員への要請・請願活動、行政機関への要請活動などを行う。

### 経営管理部
歯科医師の経営改善と税務対策および医療機関に勤務するスタッフ教育などを行う。主な企画・書籍に「経営対策パネルディスカッション」（1987年）や「歯科医院経営ガイドブック」（2008年）「歯科医時紛争対策必携」（2009年）などがある。またスタッフ教育では、スタッフのための講習会の企画・運営を担当し、2002年よりシャープニングの講習会などを開催している。

### 社保・学術部
診療報酬点数表に関する相談や学術講演会の企画などを行う。

### 組織部
団体会員数の拡大を行う。2年に1度、歯科診療報酬改定に関する説明会や新規開業医を対象にした新規開業医講習会、また城東地区、城南地区、多摩地区で懇談会を開催している。

### 地域医療部
地域医療の問題を分析し対応策を行う。訪問診療の講習会の企画などを実施している。

### 医事相談部
指導などの相談や患者対応の相談業務を行う。

### 共済部
保険医休業保障共済保険、保険医年金制度、グループ生命保険、第2休業保障制度の維持・運営・管理などを行う。

### 広報・ホームページ部
東京歯科保険医新聞の発行など広報活動を行う。

### 「東京医科・歯科健康まつり」実行委員会
都民に歯科口腔保健の重要性を知らせ、東京保険医協会と協力し、2018年に「東京医科・歯科健康まつり」を企画している。
後援は東京都、新宿区、東京都医師会、江戸川区医師会、日本AED財団。

### ICT戦略化委員会
電子書籍「デンタルブック」の活用を推進している。